# 108° westerlengte
108° westerlengte (ten opzichte van de nulmeridiaan) is een meridiaan of lengtegraad, onderdeel van een geografische positieaanduiding in bolcoördinaten. De lijn loopt vanaf de Noordpool naar de Noordelijke IJszee, Noord-Amerika, de Grote Oceaan, de Zuidelijke Oceaan en Antarctica en zo naar de Zuidpool.
De meridiaan op 108° westerlengte vormt een grootcirkel met de meridiaan op 72° oosterlengte. De meridiaanlijn beginnend bij de Noordpool en eindigend bij de Zuidpool gaat door de volgende landen, gebieden of zeeën. 
| Land, gebied of zee | Nauwkeurigere gegevens                                              |
| ------------------- | ------------------------------------------------------------------- |
| Noordelijke IJszee  |                                                                     |
| Canada              | Nunavut - Melville-eiland                                           |
| Parrykanaal         |                                                                     |
| Canada              | Nunavut - Victoria-eiland                                           |
| Dease-straat        |                                                                     |
| Canada              | Nunavut, Northwest Territories, Saskatchewan (dwarst Athabascameer) |
| Verenigde Staten    | Montana, Wyoming, Colorado, New Mexico                              |
| Mexico              | Chihuahua, Sinaloa                                                  |
| Grote Oceaan        |                                                                     |
| Zuidelijke Oceaan   |                                                                     |
| Antarctica          | Niet-toegeëigend gebied in Antarctica                               |